# 펜에틸아민
펜에틸아민(Phenethylamine,PEA) 또는 페네틸아민은 실온에서 무색 액체인 방향성 아민족 물질이다.
페네틸아민 또는 더 적절하게는 치환된 페네틸아민(Substituted phenethylamines)은 페네틸아민을 백본(backbone)으로 포함하는 페네틸아민 유도체 그룹이다. 다시 말해서, 이 화학 부류는 페네틸아민 코어(core) 구조에서 하나 이상의 수소 원자를 치환기로 대체하여 형성된 유도체 화합물을 포함한다. 치환된 페네틸아민 부류에는 모든 치환된 암페타민 및 치환된 메틸렌디옥시펜에틸아민(MDxx,methylenedioxyphenethylamines 또는 Substituted methylenedioxy- phenethylamines)이 포함되며, 특히 공감, 각성, 환각, 식욕 부진, 기관지 확장, 충혈 완화 및 또는 항우울에 관여하여 작용하는 많은 메커니즘에서의 생화학 반응을  포함한다.

## 치환된 페네틸아민
주요한 치환된 페네틸아민들로는 도파민(3,4-dihydroxyphenethylamine), 에피네프린(β,3,4-trihydroxy-N-methylphenethylamine), 노르에피네프린(β,3,4-trihydroxyphenethylamine), N,N-디메틸페네필아민(N,N-Dimethylphenethylamine 또는 N,N-DMPEA), 메스암페타민(methamphetamine, methylamphetamine, desoxyephedrine), MDMA(3,4-Methylenedioxymethamphetamine)등 다수가 있다.

## 같이 보기
- 도파민

## 참고 문헌
- [참고] (페네틸아민 유도체의 구조적 특성에 관한 이론적 연구 Theoretical Study on Structural Properties of Phenthylamine Derivatives ,국제문화기술진흥원 , The Journal of the Convergence on Culture Technology (JCCT) KCI 등재 Vol.6 No.4 (2020.11)  pp.761-766 이철재 URL) https://www.earticle.net/Article/A386414